# Штястны, Ян (хоккеист)
Ян Па́вол Штя́стны (англ. Yan Pavol Stastny; род. 30 сентября 1982, Квебек, Канада) — американский хоккеист, центральный нападающий. Завершил карьеру в 2018 году. Имеет канадское гражданство.

## Биография
Выступал за команду КХЛ ЦСКА. 8 сентября 2011 г. по обоюдному согласию сторон расторг контракт с клубом.
Ян — член известной хоккейной семьи. Его отец — Петер Штястны, а два дяди — Антон Штястны и Мариан Штястны. Брат Яна Пол играет за команду «Виннипег Джетс».
Ян родился в Квебеке, но вырос в Сент-Луисе, Миссури. В составе сборной США участник трёх чемпионатов мира (2005, 2006, 2011).

## Статистика
| Легенда | Легенда                    | Легенда | Легенда                   | Легенда | Легенда    |
| ------- | -------------------------- | ------- | ------------------------- | ------- | ---------- |
| И       | Количество проведённых игр | Штр     | Штрафное время            | +/−     | Плюс-минус |
| Г       | Голы                       | П       | Голевые передачи          | О       | Очки       |
| -       | Статистика неизвестна      | —       | Статистика не учитывалась |         |            |

## Достижения

### Командные
| Год  | Команда       | Достижение              | Достижение |
| ---- | ------------- | ----------------------- | ---------- |
| 2001 | Омаха Лансерз | Обладатель Кубка Кларка |            |

### Личные
| Год  | Команда              | Достижение                    | Достижение |
| ---- | -------------------- | ----------------------------- | ---------- |
| 2005 | Нюрнберг Айс Тайгерс | Участник Матча всех звёзд DEL |            |

## Комментарии
1. ↑  Приз, вручаемый победителю Хоккейной лиги США